# Rațînska Dacea, Voznesensk
Rațînska Dacea (în ucraineană Рацинська Дача) este un sat în comuna Malosolone din raionul Voznesensk, regiunea Mîkolaiiv, Ucraina.

## Demografie
Componența lingvistică a localității Rațînska Dacea
     Ucraineană (96,72%)
     Rusă (3,28%)
Conform recensământului din 2001, majoritatea populației localității Rațînska Dacea era vorbitoare de ucraineană (96,72%), existând în minoritate și vorbitori de rusă (3,28%).